# Join the Beat
Join the Beat is een muziekprogramma van de AVRO dat vanaf 4 november 2013 zeven weken lang werd uitgezonden op Nederland 3. De presentatie was in handen van Gerard Ekdom.

## Inhoud
In Join the Beat leggen producers Sven Figee samen met Roland Dirkse en Tjeerd Oosterhuis samen met Clifford Goilo elke aflevering een basisritme (beat) van een ander muziekgenre neer. Kijkers kunnen via een video of geluidsfragment een 'laag' insturen. Dus het zanggedeelte of een gitaarsolo. Van de beste fragmenten wordt aan het eind van elke aflevering één muzieknummer gemaakt. Daarnaast helpen ook bekende Nederlandse muzikanten bij het maken van de track.

## Gasten
- Aflevering 1, 4 november 2013: Lange Frans & Britt Dekker
- Aflevering 2, 11 november 2013: Niels Geusebroek & Do
- Aflevering 3, 18 november 2013: Xander de Buisonjé & Paul Rabbering
- Aflevering 4, 25 november 2013: Krystl & Wolter Kroes
- Aflevering 5, 2 december 2013: Jamai & Richard Groenendijk
- Aflevering 6, 9 december 2013: Leona Philippo & Dennis Weening
- Aflevering 7, 16 december 2013: Charly Luske & Ellen ten Damme